# Eleazar Jiménez Zerquera
Eleazar Jiménez Zerquera (Ciego de Ávila, 25 de juny de 1928 - 6 de maig de 2000) fou un jugador d'escacs cubà que tenia el títol de Mestre Internacional.

## Resultats destacats en competició
Fou cinc cops campió de Cuba en els anys 1957, 1960, 1963, 1965 i 1967.
Fou tres cops campió Panamericà a l'Havana en els anys 1963, 1966 i 1970.

### Participació en olimpíades d'escacs
Jiménez Zerquera va participar, representant Cuba, en set Olimpíades d'escacs entre els anys 1960 i 1974, amb un resultat de (+26 =61 –18), per un 53,8% de la puntuació. El seu millor resultat el va fer a les Olimpíada del 1974 en puntuar 8 d'10 (+6 =4 -0), amb el 80,0% de la puntuació, amb una performance de 2528.